# Chen Hao
Chen Hao (Qingdao, 9 de desembre de 1979) és una actriu, cantant i model xinesa.

## Biografia
Chen Hao, va fer-se coneguda l'any 1998 arran de l'estrena de la guardonada pel·lícula, Postman in the Mountains, en la qual va revelar la seua àmplia capacitat d'actuació a la pantalla. El seu paper principal al drama de televisió Li Wei the Magistrate (2000/2001) la va fer popular entre el públic xinés. Chen Hao va seguir amb un paper en una obra de comèdia de televisió anomenada Pink Ladies a Taiwan. La sèrie va resultar un gran èxit entre la comunitat xinesa que viu a tota Àsia.
Chen Hao, com una de les heroïnes, a Pink Ladies, va interpretar el paper d'una dona sensual dedicada a explotar els mascles. Amb pel·lícules de televisió com Demi-Gods and Semi-Devils del 2003, Chen Hao va continuar tenint èxits.
Chen Hao també va començar desenvolupar la seua carrera com cantant. El 2005 publica el primer disc, produït pel productor japonés Tetsuya Komuro. El seu àlbum de debut, Chen Hao, va guanyar el premi de cantant femení més popular de Channel V el 2006.
Llicenciada a l'Acadèmia Central de Drama amb especialitat en interpretació el 1997, va tornar a ser condecorada amb el premi del jurat al Festival de televisió de Seül 2009 per la seua actuació destacada a la pel·lícula Live a Luxurious and Dispassionate Life. Ella retrata el personatge d'una dona permissiva dedicada al joc i una vida indulgent.
Chen, en una enquesta de popularitat en línia feta per Sohu el 2012, va recollir més d'un milió de vots a la categoria "dona més bella" de la Xina. També ha aparegut a revistes com Vogue, a l'edició de Taiwan.

## Vida personal
Nascuda a la ciutat costanera de Qingdao, província de Shandong, Chen està casada amb un magnat dels negocis, David Liu Haifeng. Va donar a llum una xiqueta el maig de 2011.